# Assedio del castello di Broughty
L'assedio del castello di Broughty fu un assedio operato nell'ambito del "brutale corteggiamento".

Dopo la battaglia di Pinkie del settembre del 1547, il castello di Broughty venne ceduto dal suo proprietario, lord Gray di Foulis, agli inglesi dietro pagamento di 1000 sterline. Lo storico e scrittore William Patten che accompagnava il duca di Somerset nella sua campagna militare, notò subito l'importanza strategica del castello;
"esso è posto alla foce del fiume Tay, che dispone delle torri di Dundee e di St. John e di molte altre che possono essere usate per il [controllo] fiume."
La posizione dell'antico castello, difatti, si era scoperta vantaggiosa per la guerra in corso, dal momento il fondale del vicino fiume, che pure forniva riparo da attacchi via terra, sarebbe stato impossibile da utilizzare per un bombardamento navale. Poco dopo averne preso possesso, la guarnigione inglese fortificò il castello di Broughty costruendovi un fossato tutt'attorno. Edward Clinton iniziò le opere di fortificazione con l'aiuto del geniere militare italiano Giovanni Rossetti e lasciò 100 uomini di guardia alle tre navi di cui disponevano. William Bruce di Earlshall temeva che gli inglesi avrebbero costruito un avamposto a sud del fiume Tay. La guarnigione venne dapprima guidata da sir Andrew Dudley, fratello del duca di Northumberland, che sperava nel contempo di distribuire la Bibbia di Tyndale a Dundee. 
Andrew Dudley scrisse nell'ottobre del 1547: "non si è mai visto un sol uomo con una tal debole compagnia di soldati dediti solo al bere, al mangiare e al vizio". La sua guarnigione includeva soldati italiani e spagnoli, ma egli sperava che il barone Grey di Wilton gli avrebbe mandato un esperto medico chirurgo. Il villaggio di Dundee si accordò per dare il suo supporto alla guarnigione ed a resistere al reggente di Scozia, il conte di Arran, il 27 ottobre 1547.
Il conte di Argyll tentò una prima volta di catturare il castello il 22 novembre 1547 e nuovamente ripeté l'operazione nel gennaio del 1548 con 150 uomini guidati da Duncan Dundas, ma sempre senza successo. Thomas Wyndham acquistò due ulteriori navi nel dicembre del 1547 e mise a ferro e fuoco l'abbazia di Balmerino il giorno di Natale. Il 12 gennaio del 1548, cento pistole ad avancarica vennero spedite da Berwick, con fiaschi di polvere da sparo, inneschi e pallettoni di ferro. Sir Thomas Palmer ed Giovanni Rossetti, migliorarono le fortificazioni. Nel febbraio del 1548, 100 lavoratori vennero inviati da Berwick assieme a nuovi armamenti che comprendevano falconetti, palle di cannone, colubrine, picche e quant'altro potesse essere necessario. Palmer si pose a fortificare la collina nel mese di febbraio e stese i piani per la fortificazione anche della cittadella di Dundee con la demolizione della chiesa locale.

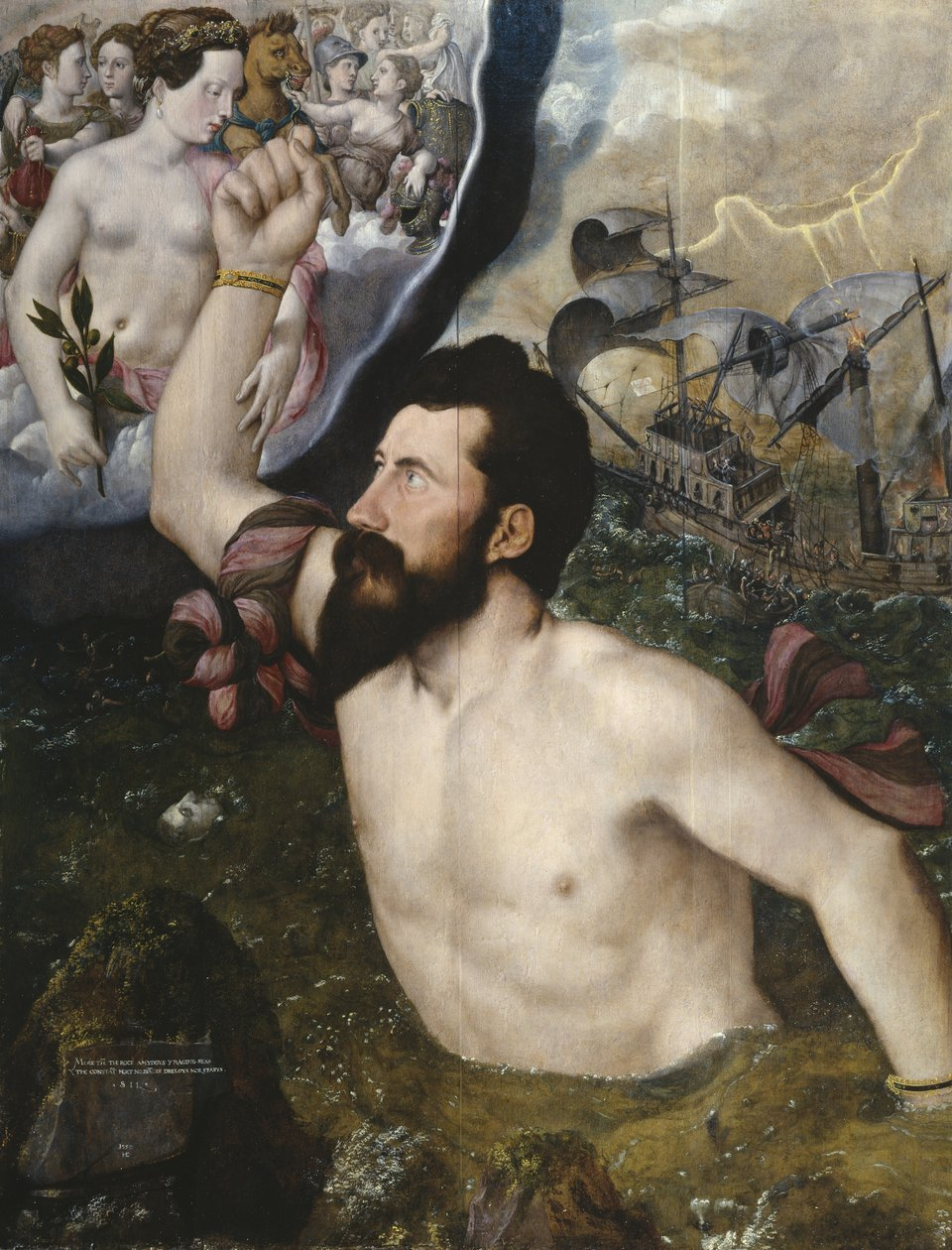
Ritratto di John Luttrell dipinto da Hans Eworth, 1550

John Luttrell succedette come comandante della guarnigione. L'11 maggio 1548, il comandante inglese all'assedio di Haddington, il barone Grey di Wilton, scrisse a Luttrell di non attendersi ulteriori rifornimenti per la presenza dei francesi nel conflitto. Grey di Wilton lo invitò inoltre a guardarsi dai mercenari al suo servizio.
Nel frattempo a Luttrell venne ordinato di costruire una nuova fortificazione su un sito adiacente. Nel novembre scrisse al conte di Somerset descrivendo il progresso dei lavori e spiegando i progetti futuri. Nel dicembre del 1548, Patrick, lord Gray di Foulis, venne convocato con l'accusa di tradimento da parte del governo scozzese ma, per quanto i comandanti francesi ne chiedessero l'esecuzione immediata, venne perdonato dal conte di Arrand.
Nel febbraio del 1549 Luttrell venne raggiunto da Pedro de Negro e dalla sua banda di soldati spagnoli.
Il giorno di Natale dell'anno 1549, Maria di Guisa tenne una conferenza al castello di Stirling dalla quale emerse la necessità di richiedere ulteriori cannoni alla Francia per poter assediare il castello di Broughty. Robert Hamilton di Briggis diresse i pionieri per la costruzione delle trincee dei cannoni.
Dodici navi inglesi giunsero per dare manforte ai difensori che difatti tennero duro sino al 12 febbraio 1550, prima che l'esercito franco-scozzese riuscisse a riprendere il possesso di Broughty. Maria di Guisa osservò l'assalto che si tenne il 6 febbraio 1550 da un punto panoramico sopra il fiume Tay. Paul de Thermes guidava le truppe francesi, e vi furono in tutto 240 feriti e 50 morti. La guarnigione si arrese sei giorni dopo, a mezzanotte. James Dog di Dunrobin pretese Luttrell come suo prigioniero e ne catturò anche le carte personali.